# 五郎丸歩
五郎丸 歩（ごろうまる あゆむ、1986年〈昭和61年〉3月1日 - ）は、日本の元ラグビーユニオン選手、スポーツ科学者。学位は修士（スポーツ科学）（早稲田大学・2023年）。

## プロフィール
1986年3月1日、福岡県福岡市出身、身長185cm、体重100kg。ポジションはフルバック(FB)、日本代表通算キャップ数は57。ニックネームはGoro（ゴロウ）、血液型B型。
2歳年上（学年度では一つ違い）の兄、五郎丸亮もコカコーラレッドスパークスで活躍したラグビー選手である。

## 経歴
3歳でラグビーを始める。福岡市南区鶴田小学校出身。小学校4年から6年まではサッカーに専念し、福岡市選抜に選ばれたこともある。同市南区老司中学校時代はサッカー部とラグビークラブに所属。
佐賀工業高校時代には3年連続で花園に出場（いずれもベスト8）。U17日本代表にも選ばれる。
早稲田大学スポーツ科学部スポーツ文化学科に進学し、1年時よりフルバックのレギュラーとして活躍。全国大学選手権優勝を経験。
2002年に行われた高知国体では、兄の亮と共に出場し、優勝。
2005年3月、大学生で日本代表に選出。2005年4月16日、対ウルグアイ戦で日本代表デビュー。
2008年4月、トップリーグのヤマハ発動機ジュビロにプロ契約で入団したが、2010年度からヤマハ発動機の社員選手となる。2010年9月4日の対NECグリーンロケッツ戦で、1試合でのトップリーグ新記録となる8ペナルティゴールを記録。2011年2月5日、2011-2012シーズンの得点王（182得点）およびベストキッカー（38G/32PG）を初受賞した。2012年1月6日、2012-2013シーズンの得点王（160得点）およびベストキッカー（40G/25PG）を2年連続2回目の受賞。
2015年、ラグビーワールドカップ2015の日本代表に選ばれ、本大会ではグループリーグ4試合に出場し1T/7G/13PGの合計58得点を記録、第3戦のサモア戦と最終戦のアメリカ戦ではマン・オブ・ザ・マッチに選出。敗れはしたもののスコットランド戦前半終了間際に見せた、執念のタックルによって相手のトライを阻止したシーンも世界を驚嘆させた。大会終了後には大会ベストフィフティーンにも選ばれた。同年11月4日、2016年シーズンよりオーストラリアのスーパーラグビー所属のレッズに加入することが発表された（ただし、現所属のヤマハ発動機には属したままでの加入となる）。
2016年1月25日、2015-2016シーズンの得点王（83得点）を3季ぶり3回目の受賞、リーグ戦通算1000得点今季達成選手として特別賞を受賞した。2016年3月末にヤマハ発動機を退社。その後2016年シーズンはフランスのRCトゥーロンに所属、11月に初出場し先発も経験したが、2017年4月、契約更新をしない方針を明らかにした。2017年7月にヤマハ発動機にプロ契約で復帰。
2020年12月9日、2021年シーズン終了をもって、現役引退する事を表明した。
2021年の現役引退後、ジャパンラグビーリーグワンおよび静岡ブルーレヴズ創設にあたって同チームの「クラブ・リレーションズ・オフィサー」として広報活動などを開始した。また、アサヒビール（アサヒスーパードライ）、日本財団のスポーツ貢献事業（HEROs）、佐賀県（SAGAスポーツピラミッド構想）のアンバサダーを務めている。
2023年5月20日から11月20日まで、同年秋開催のラグビーワールドカップ2023において、日本ラグビーフットボール協会から「ラグビー日本代表応援サポーター」の1人に任命された。
2024年6月30日をもって、静岡ブルーレヴズ「クラブ・リレーションズ・オフィサー」を退任。
2024年11月5日、一般社団法人「Future Innovation Lab」を設立し代表理事を務めることを発表。同日、静岡いわたPR大使への就任も発表した。

## 人物

### 記録
ラグビー日本代表
- テストマッチ通算711得点[20]（2005年4月ウルグアイ戦より57試合出場、代表歴代最多得点）
- ラグビーワールドカップ 1試合24得点[20]（2015年9月19日 日本×南アフリカ戦）
- ラグビーワールドカップ 1大会通算58得点[20]（ラグビーワールドカップ2015 1次リーグの全4戦 1トライ、7ゴール、13ペナルティーゴール）

ジャパンラグビートップリーグ
- 通算1282得点[21]（得点王 2011-2012[22]、2012-2013[23]、2015年-2016年[24]）
- 1試合最多8ペナルティーゴール[20]（2010年9月4日 NECグリーンロケッツ戦[25]、歴代1位タイ）
- 1試合最多11得点[20]（2020年2月15日 NTTドコモレッドハリケーンズ戦[26]、リーグタイ記録）

### 五郎丸ポーズ
プレースキックを蹴る前のルーティンの1つに両手を組み精神統一を図るものがあるが、これは元イングランド代表のスタンドオフジョニー・ウィルキンソン（2003年ワールドカップ優勝メンバー及び大会得点王）に倣っている。五郎丸の場合は伸ばした左右の人差し指の先を合わせ、右手の中指、薬指も立てて拳に被せ気味にする独自の物となっている。キックする時にはボールを2回回して芝に2回軽く叩いてセット。3歩下がって2歩左に移動、ポーズをした後に右足でキックする。このポーズが「五郎丸ポーズ」と呼ばれるようになり、2015年の新語・流行語大賞にもノミネートされ、「五郎丸（ポーズ）」としてトップテンに選出され、「五郎丸」として2015年度ネット流行語大賞金賞（第1位）を受賞した。また、このポーズが日本古来の忍者のイメージを思い起こさせるとして、同年12月16日には日本忍者協議会から「マスター・オブ・ニンジャ」に認定された。
なお、2017年7月の時点でルーティンを変更し、五郎丸ポーズは省略されるようになった。これは五郎丸が移籍したRCトゥーロンに所属するキッカーを見た際に、全員すごくシンプルに蹴っていると感じ、必要ない動作とかをどんどん削ってよりシンプルにしようと思い、今までのルーティーンをあえて変えたそうである。その後キックの成功率は80%であったが、新たなルーティーンを採用してからは成功率が83%に向上した。尚、2014年のゴール成功率81.4%を記録しているが、2015年のワールドカップでは、85%の成功率を目標に掲げていた。

## 出演

### テレビ番組
- COLLEGE×SPORT（2014年9月22日、フジテレビ）
- Going!Sports&News（2014年11月1日、日本テレビ）
  - Going!特別版スポーツの秋!仰天選手SP（2014年11月8日、日本テレビ）
- プロフェッショナル 仕事の流儀（2015年1月26日、NHK総合）
- サタデースポーツ（2015年2月8日、2015年5月9日、NHK総合）
- サンデースポーツ（2015年2月28日、NHK総合）
- GET SPORTS（2015年3月16日、テレビ朝日）
- 次の瞬間、熱くなれ。THE BASEBALL（※副音声ゲスト、2015年3月29日、日本テレビ）
- 行列のできる法律相談所（2015年6月7日、日本テレビ）
- アスリートの魂（2015年9月12日、NHK BS1）
- 報道ステーション（2015年10月21日、テレビ朝日）
- SMAP×SMAP・BISTRO SMAP（2015年11月2日、関西テレビ・フジテレビ）※ヤマハ発動機ジュビロ・清宮克幸監督と共演
- 祝43年目突入!徹子の部屋 最強夢トークスペシャル（2018年3月12日、テレビ朝日）※トークゲストで早稲田大学の先輩の吉永小百合が出演するに際し、VTRコメントで出演した。
- 炎の体育会TV（2022年3月5日、TBSテレビ）
- 五郎丸歩が学ぶ ビジネスの流儀（2022年4月～2023年3月、SBSテレビ）[31]

### CM
- 富士フイルム「フジカラー写真年賀状」（2015年、樹木希林・広瀬すずと共演）[32]
- アサヒビール
  - アサヒ ザ・ドリーム「ティザーキック」篇（2016年3月13日 - ）[33][34]
- JR博多シティ「五周年丸」編（2016年2月 - ）[35]
- ニチレイフーズ
  - 本格炒め炒飯
  - 本格焼おにぎり（2016年）[36]
- 花王
  - アタック抗菌EX スーパークリアジェル（2016年）[37]
  - ビオレu（2016年3月 - ）「健康肌は弱酸性」篇）[38]
- ディップ
  - バイトル（2016年）[39]
- シチズン
  - アテッサ（2016年）[40]
- ロッテ
  - キシリトール オーラテクトガム（2016年）[41]

### MV
「ECHO」 Little Glee Monster（2019）

## イベント
- 2015年日本シリーズ第1戦-始球式ピッチャー（2015年10月24日、福岡ヤフオクドーム）
- 第35回ジャパンカップ-プレゼンター（2015年11月29日、東京競馬場）

## 著書
- 五郎丸歩 著、大友信彦 編『不動の魂 桜の15番 ラグビーと歩む』実業之日本社、2014年11月28日。ISBN 978-4408455280。

## 関連書籍
- 小松成美『五郎丸日記』実業之日本社、2015年12月18日。ISBN 978-4408455839。

## 関連商品
- ショウワノート（2016年2月）[42]
  - ジャポニカ学習帳 じゆうちょう、5mm方眼ノート
  - その他文具シリーズ

## 受賞歴
- 2011-12得点王 ベストキッカー ベストフィフティーン
- 2012-13得点王 ベストキッカー ベストフィフティーン
- 2013-14ベストフィフティーン
- 2014-15ベストフィフティーン
- 2015-16得点王 ベストフィフティーン
- 2017-18ベストキッカー

ラグビートップリーグ以外での受賞
- 第28回小学館・DIMEトレンド大賞「話題の人物賞」（2015年）[43]
- GQ Men of the Year 2015（2015年）[44]
- ガジェット通信ネット流行語大賞2015 金賞（2015年） - 「五郎丸」[45]
- 第32回ユーキャン新語・流行語大賞 トップテン（2015年） - 「五郎丸（ポーズ）」[46]
- Yahoo!検索大賞 2015・アスリート部門賞（2015年）[47]
- 第16回ビートたけしのエンターテインメント賞 特別賞（2016年）[48]